# Spinetta y los Socios del Desierto
Spinetta y los Socios del Desierto fue un power trío de rock nacional de Argentina, activo entre 1994 y 1999, integrado por Luis Alberto Spinetta en guitarra y voz, Marcelo Torres en el bajo y Daniel Wirtz en batería.
La banda lanzó cuatro álbumes: Spinetta y los Socios del Desierto, Estrelicia MTV Unplugged, San Cristóforo y Los ojos. Algunos de sus temas emblemáticos fueron «Cheques», «Jazmín», «Nasty People», «Jardín de gente», «La luz te fue», «Bosnia», «Paraíso» y «Estás acá».
La banda realizó su última actuación en el estadio Chateau Carreras de Córdoba, el 26 de noviembre de 1999.

## Historia

### Contexto
El año 1994 fue el año del Atentado a la AMIA y el Efecto Tequila, la primera de una serie de crisis internacionales de se irían sucediendo durante el proceso conocido como globalización, iniciado en 1989 con la victoria de los Estados Unidos en la Guerra Fría. Para Argentina, embarcada de lleno en las "reformas estructurales" que impulsaba el presidente Carlos Menem, fue un año bisagra del gran cambio que estaba dejando atrás la sociedad considerablemente homogénea e igualitaria que se había establecido desde varias décadas atrás, y que tenía entre otras características distintivas una numerosa clase media y bajos índices de marginalidad, desocupación y criminalidad, que diferenciaba al país del promedio latinoamericano. Impactada por el "Efecto Tequila", en pocos meses apareció la desocupación de masas, luego de más de medio siglo sin conocer el fenómeno, se disparó la criminalidad casi inexistente hasta ese momento, aparecieron los cortes de calles y rutas, las puebladas de protesta y el movimiento piquetero. En el curso de esa década desaparecería la famosa clase media argentina y aparecería una sociedad fracturada, con un enorme sector precario y marginado.
En ese contexto aparecen quienes serían en los años siguientes sus "socios del desierto". La expresión es obra de Spinetta, quien le dice a Daniel Wirtz:

Esto es un desierto, asociémonos...
Luis Alberto Spinetta a Daniel Wirtz

### Antecedentes
Desde sus inicios cuando era adolescente, Spinetta había formado bandas que fueron emblemáticas del rock nacional: Almendra, Pescado Rabioso, Invisible y Spinetta Jade, esta última disuelta en 1985.
En 1994 Spinetta también estaba atravesando un momento de crisis y cambio, tanto musical como personal. Musicalmente había perdido al tecladista Mono Fontana -decisivo en su música desde 1987- y personalmente, luego de algunos años de refugiarse en la intimidad de su familia, sus veinte años de pareja con Patricia Salazar estaban llegando a su fin, que se formalizaría con el divorcio a fines de 1995.
En ese "desierto", Spinetta decidió volver a la simpleza y el idioma directo de su formación clásica preferida, formando un power trío, Spinetta y los Socios del Desierto, junto a Daniel Tuerto Wirtz (batería) y Marcelo Torres (bajo). "Al conformar la banda, Spinetta, tenía en claro el concepto de regresar al inicio". En un sentido similar, el periodista Daniel Amiano decía luego de escuchar el primer álbum de la banda que "Los Socios del Desierto se dan el gusto de escuchar a Pescado y reinventarlo para los noventa".
La banda se mantendría unida durante seis años y sería la formación integrada por Spinetta durante mayor cantidad de tiempo.
Wirtz, que contaba entonces con 36 años, había surgido a comienzos de la década de 1980 con la Trova rosarina, con Juan Carlos Baglietto y Fito Páez, y luego en La Sonora de Bruno Alberto. Había participado en el álbum doble La la la, que Spinetta realizó con Fito Páez en 1986.
Torres tenía 34 años, venía de Tantor, de tocar con el Mono Fontana y luego durante seis años con Lito Vitale.

### Surge Spinetta y los Socios del Desierto
La banda comenzó a reunirse para ensayar, aun sin nombre, en abril de 1994. El 25 de mayo de ese año Spinetta les ofreció a Torres y Wirtz formar el grupo oficialmente, con el nombre de Los Socios del Desierto. Luego de ensayar seis meses, Spinetta y los Socios del Desierto debutaron en el Velódromo de Buenos Aires el 18 de noviembre. Hacía más de dos años que Spinetta no se presentaba en vivo. Al comenzar el recital dijo:

Ustedes saben que esto es una mano Pentrelli. O sea toco y me voy. Me gusta el calor de ustedes, pero otras cosas no me gustan, por eso no estoy muy seguido en los escenarios. Pero ahora volví. Ahora para ahora. Los quiero mucho. Y quiero dedicar este concierto a Cachito Daiam, a la gente de Promúsica y a dos amigos: a Giorgito y a Charly García.
Luis Alberto Spinetta

Esa voluntad de volver al inicio, se expresó en la decisión de iniciar el recital con "Despiértate nena", un clásico de Pescado Rabioso. Todos los demás temas, salvo "Los libros de la buena memoria" -emblemático de Invisible-, fueron nuevos: "Tony", "Espejo en una sombra", "Cuenta en el sol", "La orilla infinita", "Bosnia", "Las olas", "Se convirtió en la noche", "La luz te fue", "Cheques" y "Mi Chevy y mis franciscanas", este último del primer disco de Illya Kuryaki and the Valderramas, interpretado junto al dúo. Todos los temas nuevos, menos "Mi Chevy y mis franciscanas", serían grabados en el álbum doble de 1997.
Dos años después, cuando la banda presentó su primer álbum, Spinetta bromeó sobre el estilo crudo y directo de la banda y lo comparó con su reciente acercamiento al sushi:

Fue mi acercamiento a la comida japonesa, al sushi, donde se sirve pescado crudo. Quería esa crudeza. Estoy muy orgulloso de este trío, que me hace sentir más pendejo para encarar esta música.
Luis Alberto Spinetta

El estilo directo y físico de la banda, remitía directamente a Pescado Rabioso, el legendario trío roquero que Spinetta lideró a mediados de los años '70. Pese a ello, el sonido de la banda incorporó también la experiencia musical y artística que Spinetta había acumulado en veinte años, así como las nuevas tendencias expresivas. "Ahora es ahora; no está Invisible, no está Pescado, estoy yo ¿quieren o no?", le decía Spinetta al público en el recital que la banda realizara en Mar del Plata el 11 de noviembre de 1995.
Gabriel Lisi describe del siguiente modo el estilo de la banda:

En los Socios prepondera el pulso, la actitud y el poder sonoro; y esto podría parecer trivial o esperable en cualquier banda con este formato, a excepción de un detalle nada menor: sus acordes...
Al vértigo de la ejecución y al poder de rango en el cual sonaban los Socios (distorsión mediante); el agregado de sus habituales acordes ultra complejos, sus alteraciones tímbricas, rítmicas y sus benditas "deformidades" armónicas, generan un sonido absolutamente único e inimitable.

### Dos años luchando por un disco
En 1995 realizaron una minigira nacional (Bariloche, Córdoba y Mar del Plata), tocaron en Santiago de Chile -con transmisión por televisión y radio- y dieron cinco recitales en el teatro Opera de Buenos Aires, que fue considerado el Mejor Show del Año, según las encuestas. "La crítica cayó a sus pies y los fans quedaron extasiados ante una propuesta que les recordaba momentos de Pescado Rabioso e Invisible". Pese a ello Spinetta no logró que las empresas discográficas aceptaran sacar un disco de la banda, con el argumento de que no había "mercado" para esa música. Simultáneamente, Spinetta tuvo otro choque con el Establishment, cuando  fue perseguido por las revistas sobre la farándula, debido a que había comenzado a salir con la modelo Carolina Peleritti y en una de esas cacerías apareció con un cartel que decía "Leer basura daña la salud; lea libros".
En 1996 Los Socios realizaron dos multitudinarios recitales abiertos en Buenos Aires: el 9 de marzo convocaron a 100 mil personas en Palermo (Figueroa Alcorta y Dorrego) y el 22 de septiembre reunieron 50 mil personas en el Parque Chacabuco, para el cierre de la II Bienal Joven, donando su caché al plan de alfabetización de la Federación Universitaria de Buenos Aires (FUBA) y dedicando el concierto a la defensa de la educación pública.
Ya a fines de 1995, la banda había grabado su primer disco, un álbum doble, en los estudios La Diosa Salvaje, del propio Spinetta, pero las principales empresas discográficas se negaban a editarlo, argumentando razones artísticas -se negaban a lanzar un álbum doble y a aceptar el arte de tapa-, y de mercado. Luego de casi un año de negociaciones infructuosas, Spinetta dio a conocer un comunicado titulado "El disco y el tiempo", en el que criticaba duramente a los sellos discográficos, por su falta de consideración a su trayectoria y al valor artístico de su obra, así como algunos medios gráficos que habían intervenido en el conflicto difundiendo cifras de dinero falsas, a los que definió como "seudópodos del poder de ciertas discográficas". En ese comunicado Spinetta afirmaba, entre otras cosas:

Mi vida creativa y la llama rebelde y artística que siempre me guió no sufrirá merma alguna de no publicarse éste, mi último trabajo. Tarde o temprano algún sello reclamará mi obra y aceptará mis exigencias. Eso me fortalece. Quizá mis discos se hayan vendido de a poco, y sin un boom de ventas, pero han vendido constantemente desde siempre, hasta convertirse en material de catálogo o colección. (...)

Hoy, desestimando todo excepto el poder de venta inmediata de un artista, estos sellos ofrecen propuestas para publicar a Spinetta, aunque gasten enormes sumas en producir música para tarados que no sólo no venden de inmediato sino que jamás venderán. Spinetta vende siempre, siempre vendió así. ¿Dónde están los discos de oro que nunca me entregaron? Señores: no me constituiré en empresa ya que se contradice con mi filosofía de vida; ni siquiera consideraré las intenciones que se esconden en su mediocre propuesta, que es la misma que han tenido para con todos los artistas verdaderos. Con esto quiero aclarar, a mis fans y al público en general, que nada me gustaría más que este álbum lleno de canciones nuevas llegue a sus manos tal cual lo concebí y al precio correcto. (Aclaración: los sellos consideran que un disco doble es demasiado caro para ser vendido masivamente, pero la verdad es que vendiéndolo a un precio muy razonable, aun así se obtendría mucho dinero para todos.) Para ello buscaré opciones alternativas y seguiré con nuevos trabajos sin cesar; si no no se olviden de que soy el artista de las autovedas. Ja.
"El disco y el tiempo", comunicado de Luis Alberto Spinetta

Guido Nisenson, uno de los técnicos de La Diosa Salvaje que realizaron el álbum, recordaba aquel momento:

Me tocó trabajar con él en el doble de Los Socios del Desierto (1997), un disco impresionante que ningún sello quería publicar bajo las condiciones que muy justamente exigía el Flaco, y recuerdo especialmente que decidió vender su auto para pagarnos el sueldo a todos, porque el disco estaba terminado pero no vendido.

En 1997 la banda realizó dos nuevos recitales multitudinarios en la Plaza de las Naciones Unidas en Buenos Aires y el Estadio Monumental de Chile.

### El primer álbum
Luego de varios años y peleas con las compañías discográficas, Spinetta y los Socios del Desierto finalmente lanzaron su primer disco, un álbum doble editado por Sony Music, titulado simplemente Spinetta y los Socios del Desierto, con los temas que ya habían presentado en vivo. Fue grabado en el estudio La Diosa Salvaje. Con una gráfica excepcional, este CD alcanzó rápidamente el tope de los charts y fue considerado el mejor álbum del año.
Se presentó oficialmente en el Hard Rock Café de Buenos Aires, donde la banda tocó algunos temas y dio una conferencia de prensa. Allí Spinetta recapituló cuánto le había costado el conseguir que le editaran el disco. Muchos vieron el disco como "a una batalla ganada por un músico a los reyes del negocio discográfico."

Spinetta fue Spinetta por su voraz creatividad, porque nació con una luz empotrada en su pecho angosto. Pero también, porque jamás firmó un empate, artísticamente hablando. Fue siempre a fondo, nunca especuló ni regateó nada. La belleza fue su religión. Cuando en 1997 publicó "Spinetta y Los Socios del Desierto", su monumental disco doble en plan power trío, debió vencer a la compañía, que quería lanzar las placas por separado. Luis se plantó, con la convicción de un gladiador: "o lo editan doble, o nada. En todo caso mis hijos se llenarán de plata algún día con un inédito mío", les revoleó por la cara a los jerarcas disqueros. Finalmente, publicaron el doble. Una vez más, Luis no firmó el empate. Firmar el empate hubiera significado para él envilecerse. Bilardizarse, por decirlo así. Otro quizá lo hubiese hecho, total, editar ese material igual lo editaban.

El álbum consta de dos discos con un total de 33 temas. Grabado prácticamente en vivo, Spinetta definió el álbum como "un acústico de electricidad violenta, pero acústico al fin". Es una expresión de las pasiones y preocupaciones personales y sociales que atravesaban a Spinetta a mediados de la década de 1990, sintetizados en la idea de "desierto". Contiene varios temas en los que expresa su rechazo al consumismo, la frivolidad, la corrupción, o la contaminación ambiental que se acentuaron en aquella década neoliberal, como "Cheques", "Bosnia", "Nasty People", "Espejo en una sombra",  y "La luz te fue". En "Cuenta en el sol" se pregunta cómo cambiar "este mundo de locos y fascistas" y en "Jardín de gente" se entristece con "el collage de la depredación humana".
También tiene varias canciones de amor, influidas por su divorcio y el inicio de la relación sentimental con Carolina Peleritti, como "Diana", "Cuentas de un collar", "Oh! Magnolia", "Mi sueño de hoy", "Jazmín" y "Collar". Contiene también tres temas con letras de otros autores: "Los duendes" y "Holanda", con letra de Roberto Mouro, y "2 de enero", con letra del tenista Modesto "Tito" Vázquez.
A todo lo largo del álbum Spinetta se desempeña como primera guitarra, con gran cantidad de solos y riffs, algo que no sucedía desde la época de Invisible (1973-1977). En la conferencia de prensa de presentación del álbum el músico se refirió a este aspecto diciendo: "Quería volver con una música que, cuantos menos elementos tuviera, mejor, y me obligó a volver a tocar la guitarra después de tocar con unos monstruos terribles".

### Estrelicia

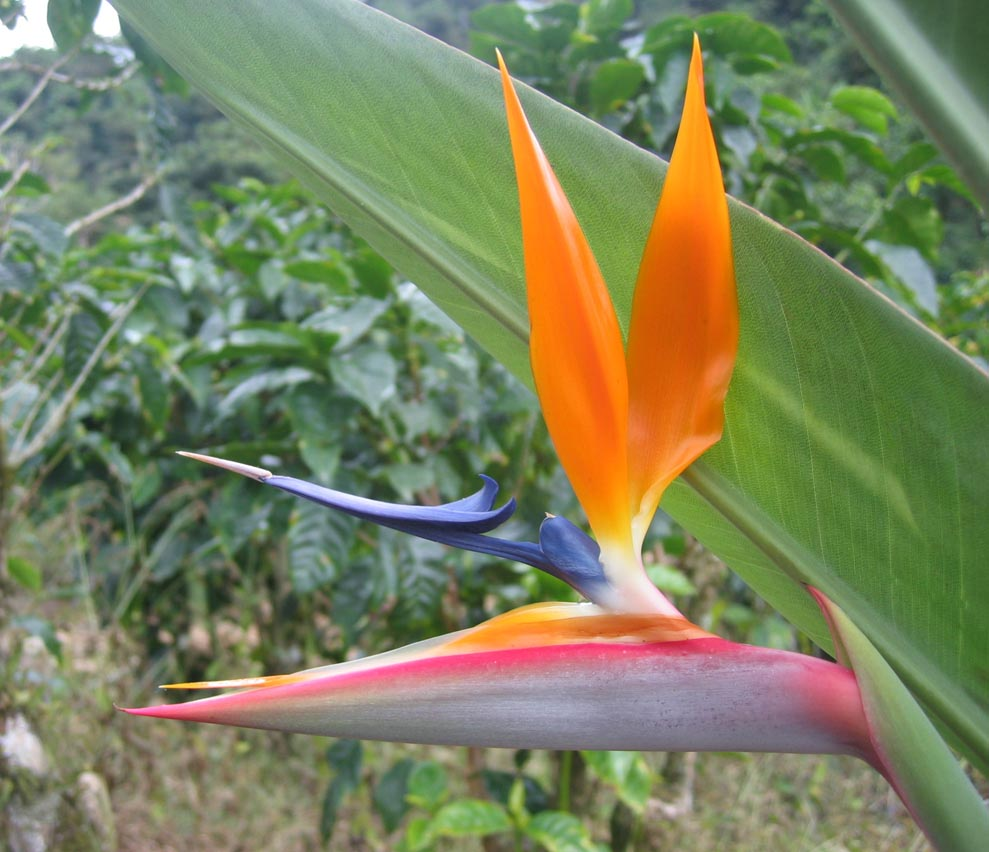
La estrelicia (strelitzia) es una colorida flor africana que Spinetta tomó para titular el álbum del recital unplugged en la MTV.

En 1996 Spinetta fue invitado a actuar en los clásicos conciertos acústicos que había comenzado a producir en 1989 el programa MTV Unplugged. El músico decidió realizar la mayor parte del mismo con Los Socios del Desierto, acompañados en esta ocasión por el Mono Fontana y Nico Cota, y en dos temas por Daniel Rawsi y Eduardo "Dylan" Martí. En total, Spinetta y los Socios del Desierto realizaron catorce de los diecinueve temas interpretados.
El unplugged de Spinetta tuvo la peculiaridad de no incluir los hits clásicos del músico argentino y durar una hora y media, en lugar de la hora de duración del programa estándar. Fue transmitido el 29 de octubre de 1997 en la versión estándar de una hora y el fin de semana siguiente el canal puso al aire un programa especial para emitir la versión extendida del concierto.
Parte del concierto fue grabado en un CD titulado Estrelicia (MTV Unplugged), en el que Spinetta incluyó trece de los dieciocho temas de la transmisión extendida del recital y un tema de cierre, "Garopaba", compuesto junto a Dylan Martí que también se sumó a la banda en la interpretación y que el canal había excluido de la transmisión televisiva.
De los catorce temas del recital seleccionados para el álbum, Spinetta y los Socios del Desierto realizaron nueve temas: "Durazno sangrando", "La montaña", "Mi sueño de hoy" y "Yo quiero ver un tren", y cinco de los seis temas estrenados: "Tu nombre sobre mi nombre", "Tú vendrás a juntar mis días", "Fuji", "Tía Amanda" y "Garopaba".
El álbum fue presentado en cuatro recitales realizados en el teatro Gran Rex de Buenos Aires los días 7, 8, 14 y 15 de noviembre de 1997, en los que si bien en una primera parte se mantuvo el clima acústico del concierto en MTV, con la participación de los músicos invitados, en una segunda parte la banda se presentó sola, retomando el estilo power frontal que la caracterizaba.

### San Cristóforo
La discografía se completa en 1998 con la edición de San Cristóforo.

### Los ojos
En 1999 la banda graba el álbum Los ojos, con el que Spinetta vuelve a despegarse del rock pesado de su álbum debut, para enfocarse en un pop electrónico y experimental.

## Separación
A fines de 1999, coincidiendo con el fin de las dos presidencias de Carlos Menem, Spinetta decidió dar por concluida la experiencia de los Socios del Desierto, que realizó su última actuación en el estadio Chateau Carreras de Córdoba, el 26 de noviembre de 1999.

## Discografía

### Estudio
- Spinetta y los Socios del Desierto  (1997)
- Los ojos (1999)

### En vivo
- Estrelicia MTV Unplugged (1997)
- San Cristóforo (1998)